# سانگ‌یانگ ایستانا
سانگ‌یانگ ایستانا (انگلیسی: SsangYong Istana) یک مینی‌ون و مینی‌بوس ۲، ۹، ۱۲ و ۱۵ نفره است که برپایهٔ مرسدس-بنز ام‌بی۱۰۰ «اتوبوس» وارینت ساخته شده‌است. این خودرو در برخی بازارها به نام ام‌بی۱۰۰ مرسدس شهره است.«ایستانا» یک واژه مالایی-اندونزیایی به معنای «کاخ» است که نام مسکن ریاست جمهوری در کشورهای سنگاپور و اندونزی است.

## نگارخانه

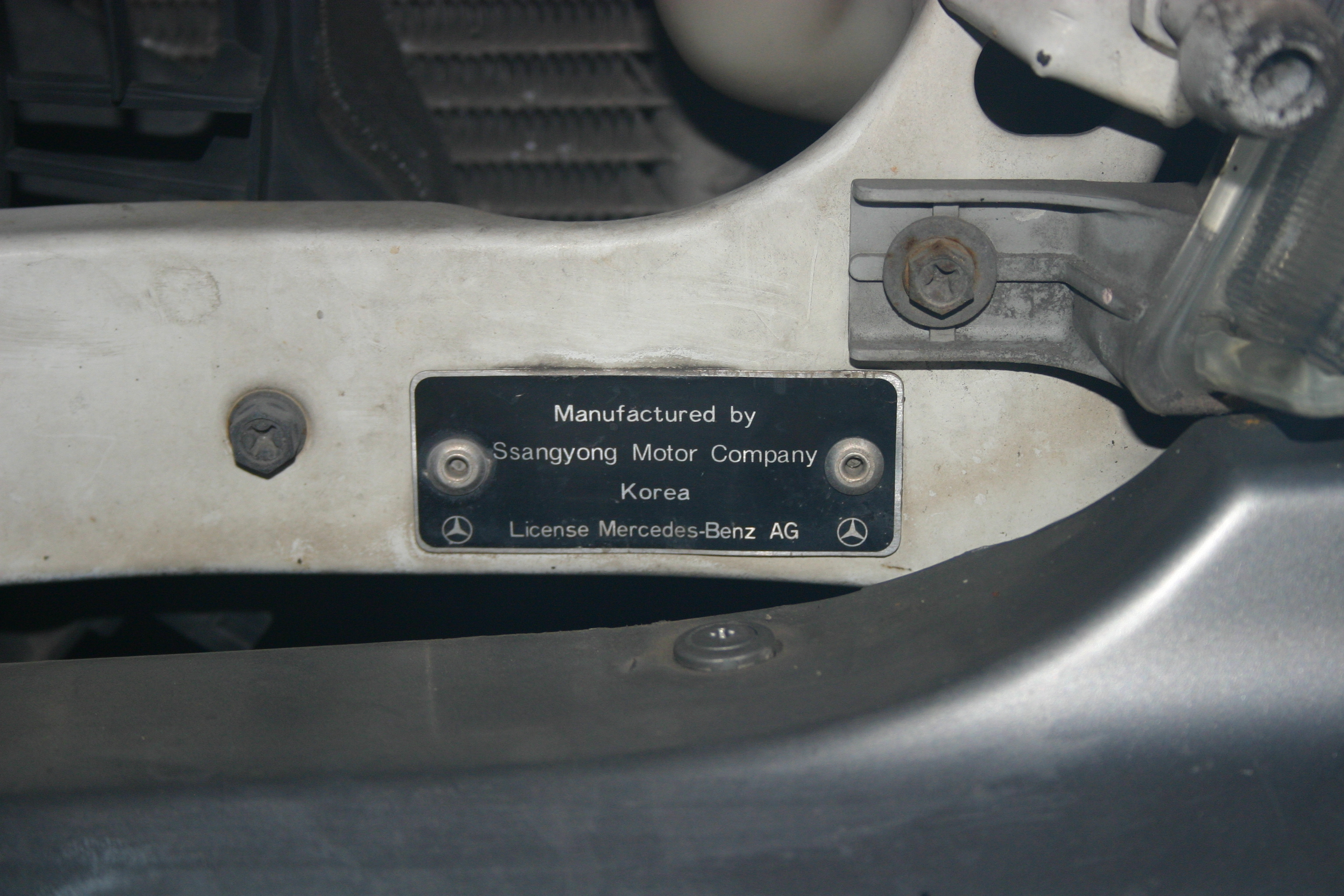
برچسبی که نشان می‌دهد ایستانا تحت لیسانس دایملر آگ است.
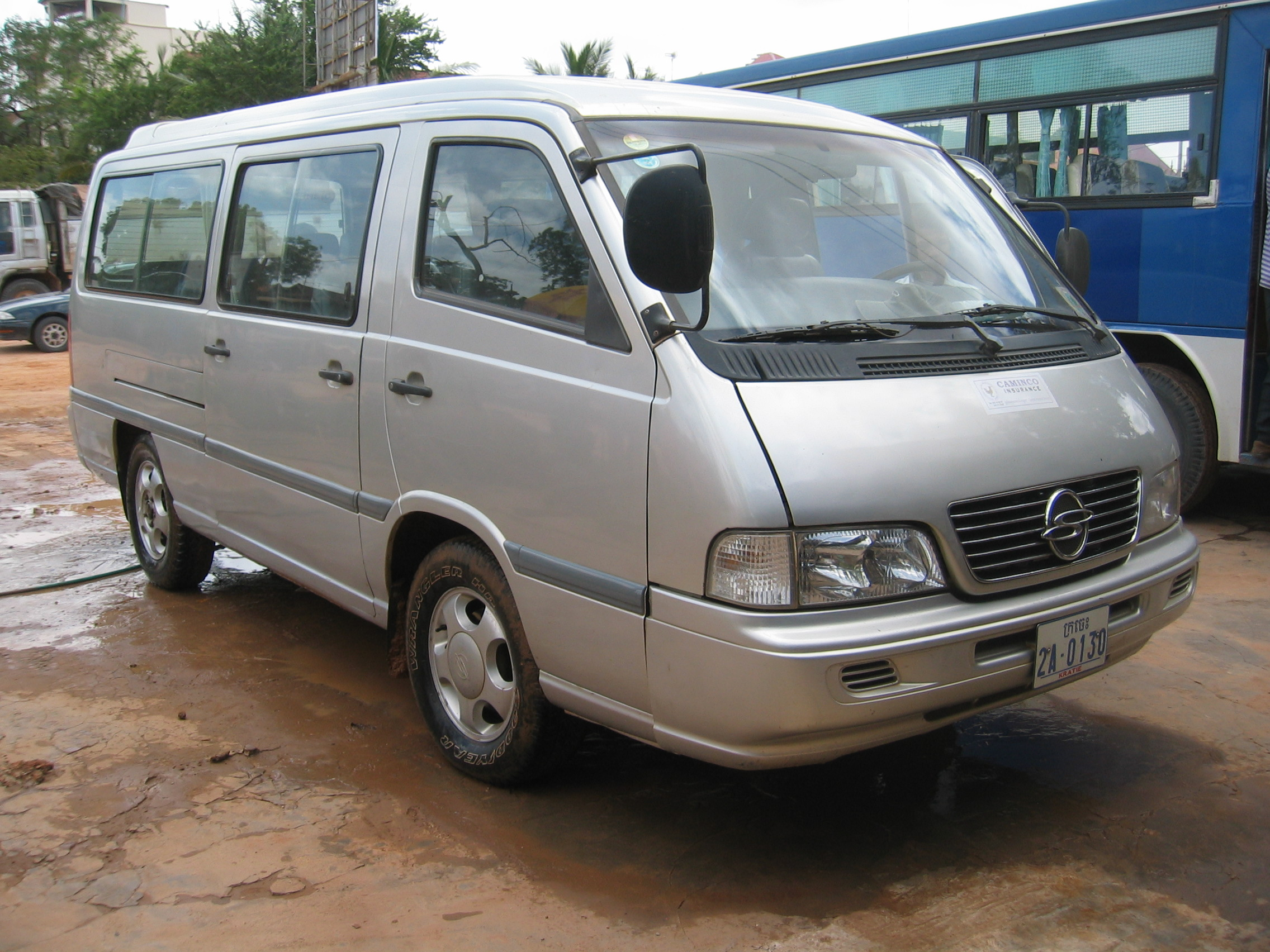
سانگ‌یانگ ایستانا سال ۲۰۰۸ در کامبوج
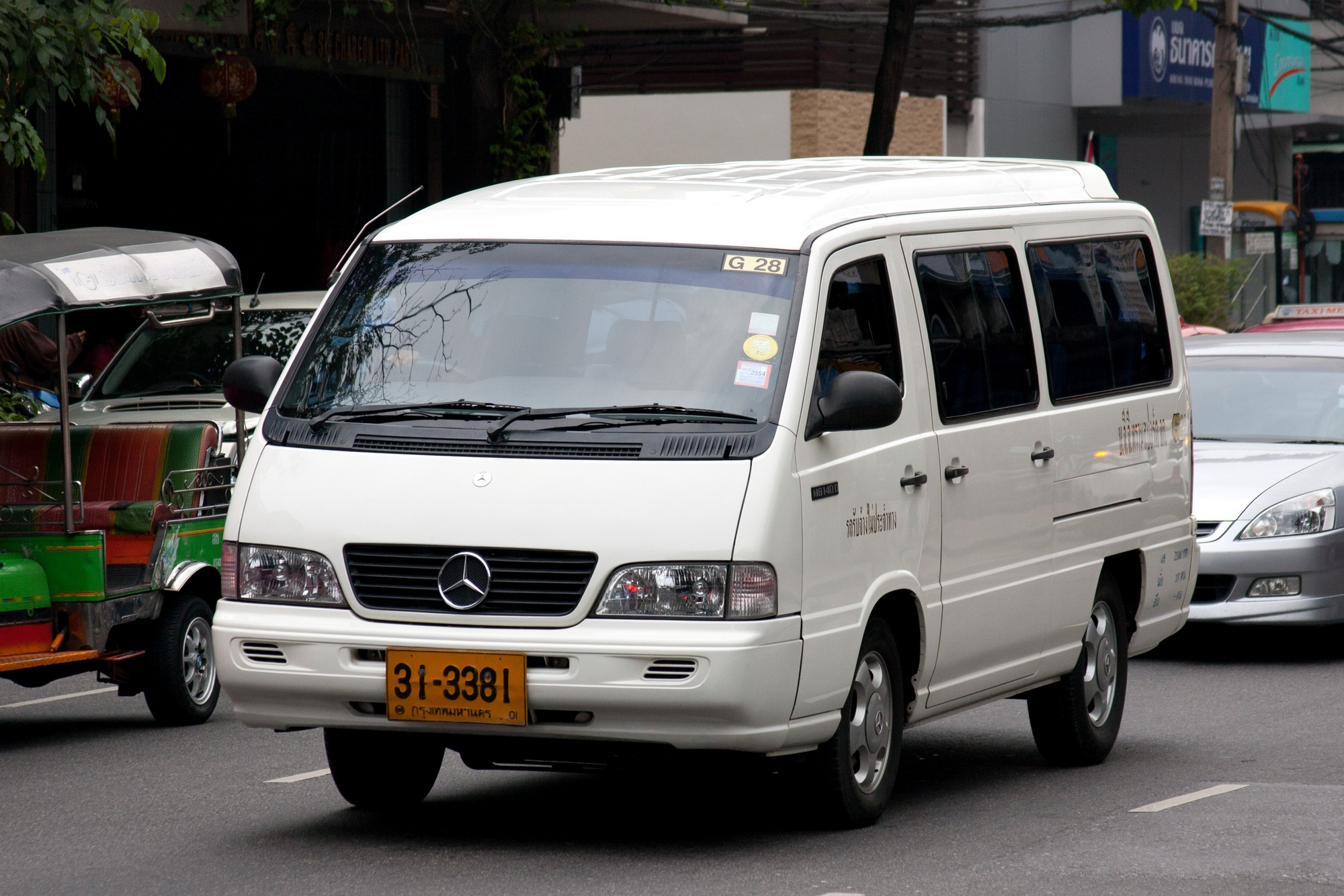
مرسدس-بنز ام‌بی۱۴۰ دی در بانکوک
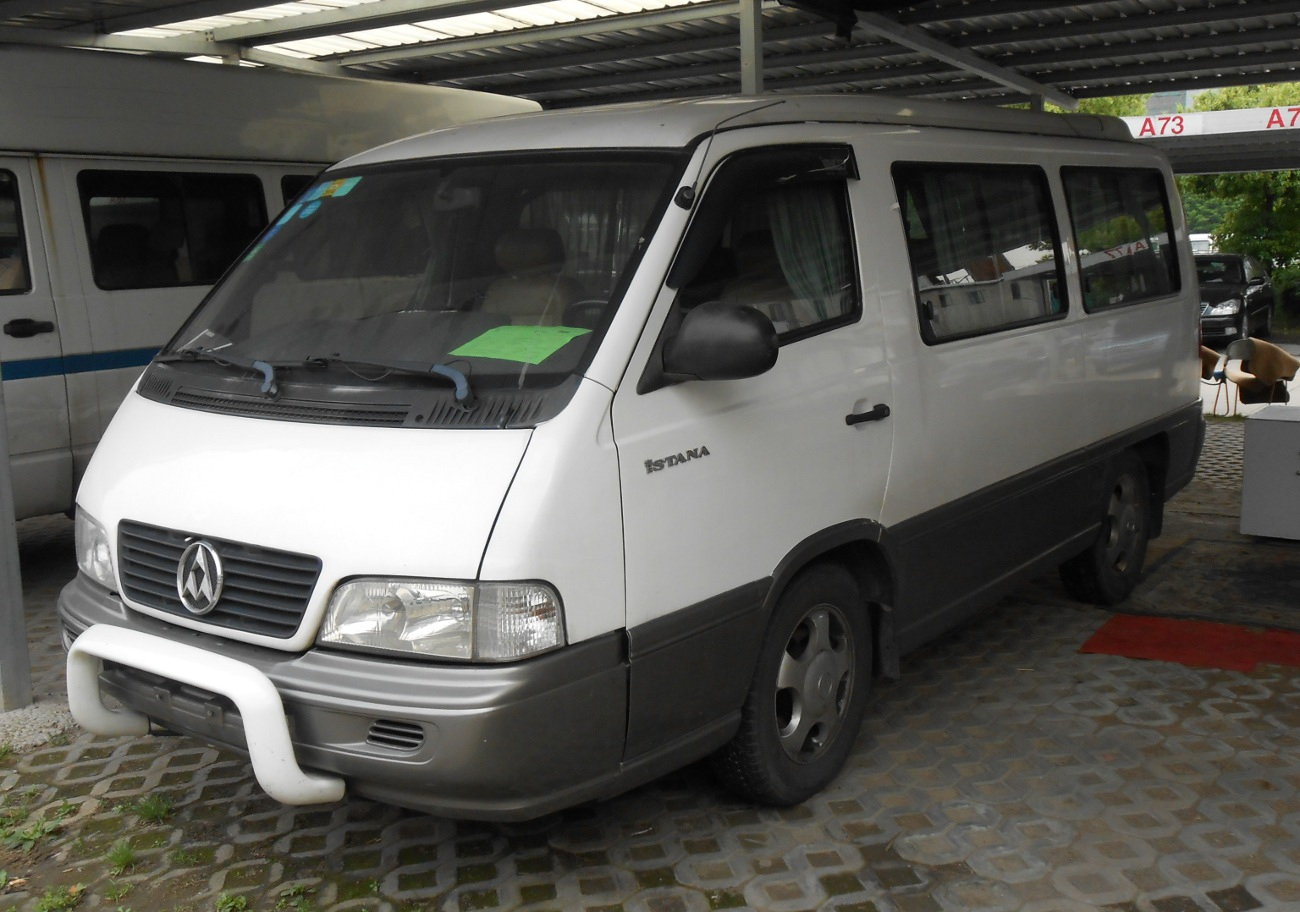
سایک مکسوس ایستانا